# Pago (Sänger)
Pago (* 30. August 1971 in Quartu Sant’Elena, Sardinien, als Pacifico Settembre) ist ein italienischer Sänger.

## Leben
Pacifico Settembre wurde in Quartu Sant’Elena geboren und wuchs dort auf. Nach einigen Versuchen mit seiner ersten Band New Rose und nach einigen Erfahrungen als Straßenkünstler entschied er sich, Sardinien wegen besserer Karrierechancen zu verlassen. Er tourte durch Italien, von Neapel bis Mailand. Nach vielen Solo-Auftritten, trat er der Coverband Super Up bei. Im Jahr 2005, nachdem er Demos an Warner Music Italia verschickt hatte, erhielt Pago einen Plattenvertrag. Er veröffentlichte im Mai 2005 seine erste Single Parlo di te, die in Italien zu einem Sommerhit wurde. Im Oktober 2005 veröffentlichte er seine zweite Single Non cambi mai. 2006 folgte sein erstes Album, das seinen Namen Pacifico Settembre trug. 2008 veröffentlichte er die Single Love My Love. Das Video dazu wurde in Las Vegas produziert. Im Jahr 2009 brachte er sein zweites Album Aria di settembre heraus.

## Diskografie
Alben

| Jahr | Titel              | Höchstplatzierung, Gesamtwochen, AuszeichnungChartsChartplatzierungen (Jahr, Titel, Platzierungen, Wochen, Auszeichnungen, Anmerkungen) | Anmerkungen |
| Jahr | Titel              | IT | Anmerkungen |
| ---- | ------------------ | --- | ----------- |
| 2006 | Pacifico Settembre | IT51 (4 Wo.)IT |             |

- 2009 – Aria di settembre

Singles

| Jahr | Titel Album                      | Höchstplatzierung, Gesamtwochen, AuszeichnungChartsChartplatzierungen (Jahr, Titel, Album, Platzierungen, Wochen, Auszeichnungen, Anmerkungen) | Anmerkungen |
| Jahr | Titel Album                      | IT | Anmerkungen |
| ---- | -------------------------------- | --- | ----------- |
| 2005 | Parlo di te Pacifico Settembre   | IT10 (20 Wo.)IT |             |
| 2005 | Non cambi mai Pacifico Settembre | IT19 (4 Wo.)IT |             |

- 2006 – Vorrei tu fossi mia
- 2006 – So che ci sei
- 2008 – Love My Love
- 2008 – Un’estate fa (feat. Franco Califano)
- 2009 – Il sole è di tutti (A place in the sun)
- 2009 – Non ti amo più
- 2011 – Un’altra città (feat. Nearco)
- 2012 – In eterno